# Töltött részecske
A töltött részecske elektromos töltéssel rendelkező szubatomi részecske vagy ion. A töltött részecskék sokaságát, vagy az olyan gázállapotú anyagot, mely részben töltött részecskéket tartalmaz, plazmának nevezzük, melyet az anyag negyedik halmazállapotának is tartanak, mivel tulajdonságai jelentősen különböznek a szilárd, folyadék vagy gáz halmazállapotú anyagokétól (a plazma a világegyetem anyagának leggyakoribb halmazállapota). A részecskék elektromos töltése lehet pozitív, negatív vagy semleges.
Jelentőségük túlmutat a laboratóriumi kereteken (lásd sarki fény).

## Fordítás
Ez a szócikk részben vagy egészben  a   Charged particle című angol Wikipédia-szócikk ezen változatának fordításán alapul.  Az eredeti cikk szerkesztőit annak laptörténete sorolja fel. Ez a jelzés csupán a megfogalmazás eredetét és a szerzői jogokat jelzi, nem szolgál a cikkben szereplő információk forrásmegjelöléseként.

## Külső hivatkozások
- http://www.phy.ntnu.edu.tw/ntnujava/index.php?topic=36